# Visnyovszky–Szeremley-ház (Miskolc)
A Visnyovszky–Szeremley-ház Miskolcon, a Széchenyi utca 20. szám alatt áll. 1991-re felújították, amelynek során az épület visszakapta eredeti külsejét.

## Története
A telek történetére először egy 1666-os adólajstromban, illetve az 1686-os törökadó névjegyzékben van hivatkozás: ekkor Szentlászlai János városi tisztviselő tulajdonában volt. Később a város tulajdonába került, majd 1702–37 között Visnyovszki Konstantin görög kereskedő a ház utcai frontján üzletet alakított ki (bérletként), majd megvásárolta az egész házat, illetve telket. Erre az időszakra esik a görög kereskedők miskolci térhódítása, a két szomszédos ház is görögök – Demtsa (Dimtsa) Naum, Levandovszki Ferenc – kezén volt. Az épületet az 1878-as árvíz után valószínűleg felújították, majd 1885–1890 között újjáépítették. Ebben az épületben működött Weidlich Pál Fekete kutya nevű áruháza, amely 1912-ben költözött át a Széchenyi utcán csaknem szemközt felépült vadonatúj Weidlich-palotába. Weidlichék elköltözése után az 1930-as évekig a Szeremley család tulajdonába került az épület (a Szeremley családnak a Városház téren is volt háza (Városház tér 5.), amelyben Petőfi Sándor is megszállt 1847-ben), a hátsó részekben egy zsidó borkereskedő üzlete és Ungár József kékfestő műhelye működött. Az 1940-es évek elején Bélley Dániel textil-nagykereskedése foglalta el a földszinti üzlethelyiséget, ezen kívül orvosi rendelő és ügyvédi irodák voltak az épületben.
A 20. század második felében – az államosítás után – Divat Bolt felirattal ruházati bolt nyílt az üzletben. Az 1950–60-as években a ház homlokzatát, üzletportálját teljesen átalakították, a kapubejáróban az órás szövetkezet nyitott boltot. A házat az 1990-es évek elején felújították, a kaput visszaállították eredeti állapotába, a földszinti üzletben pedig 2018-ban pékség működik. Az udvari szárnyban egy konyha működik, és itt van a városi parkoló cég ügyfélszolgálati irodája is.

## Leírása
1990–91-ben történt, történeti hűségre törekvő felújítás után a ház visszakapta eredeti homlokzati kiképzését (ezt a 19–20. század fordulója körül készült fényképfelvételek igazolják), és a leírások szerint „reliktumként őrzi a 19. századi városi polgárság lakóház eszményét”. Az egyemeletes, L alakú épület főutcai homlokzata 2+1+1+2 tengelyes elrendezésű, a bal oldali (keleti) axisban, a két első ablak alatt késő barokk, kőkeretes, kosáríves kapubejáró van. Az L alakot adó oldalszárny az udvar nyugati oldalán épült fel. A ház méretei a bal oldalon egykor állt, az ecetgyáros-nagykereskedő Paczauer család házához illeszkedett (a kétemeletes Rosenberg-ház 1910-ben épült fel a helyére, és később, 1900-ban készült a jobb oldali Zborovszky-ház is, amelyet – bár az is egyemeletes – szintén magasabbra építettek). Az épület homlokzatának földszinti és emeleti részét osztópárkány választja el az épület teljes hosszában. Alatta van kapu és a hármas osztású üzletportál. A felső részen, az egyenes záródású ablakok fölött, nem túlságosan nagy kiülésű szemöldökpárkányok vannak, az eresz alatt pedig a homlokzat hosszában koronázópárkány fut végig. A kapualj három csehsüvegboltozattal fedett, a harmadik szekcióban van a kőkeretes, kosáríves, kovácsoltvas ráccsal biztosított lépcsőházi bejárat, az emeletre felújított falépcsők vezetnek.

## Képek

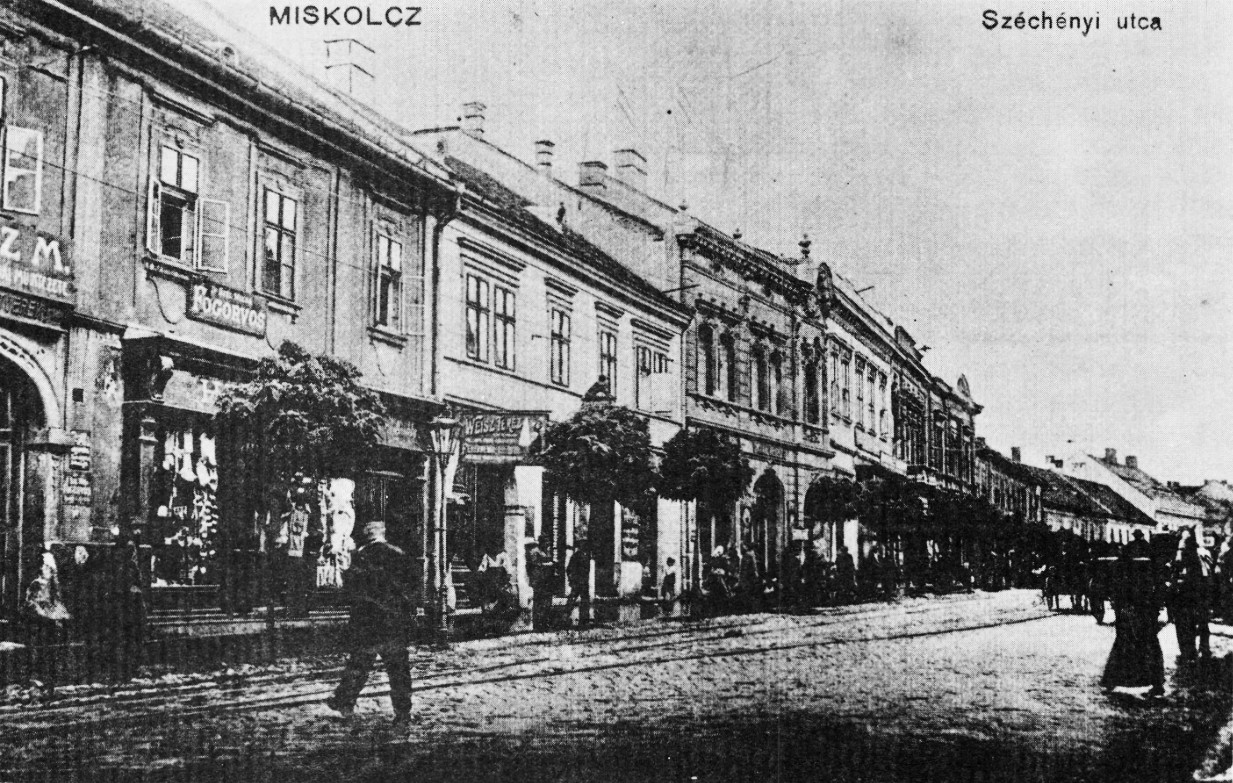
Képeslap 1899-ből
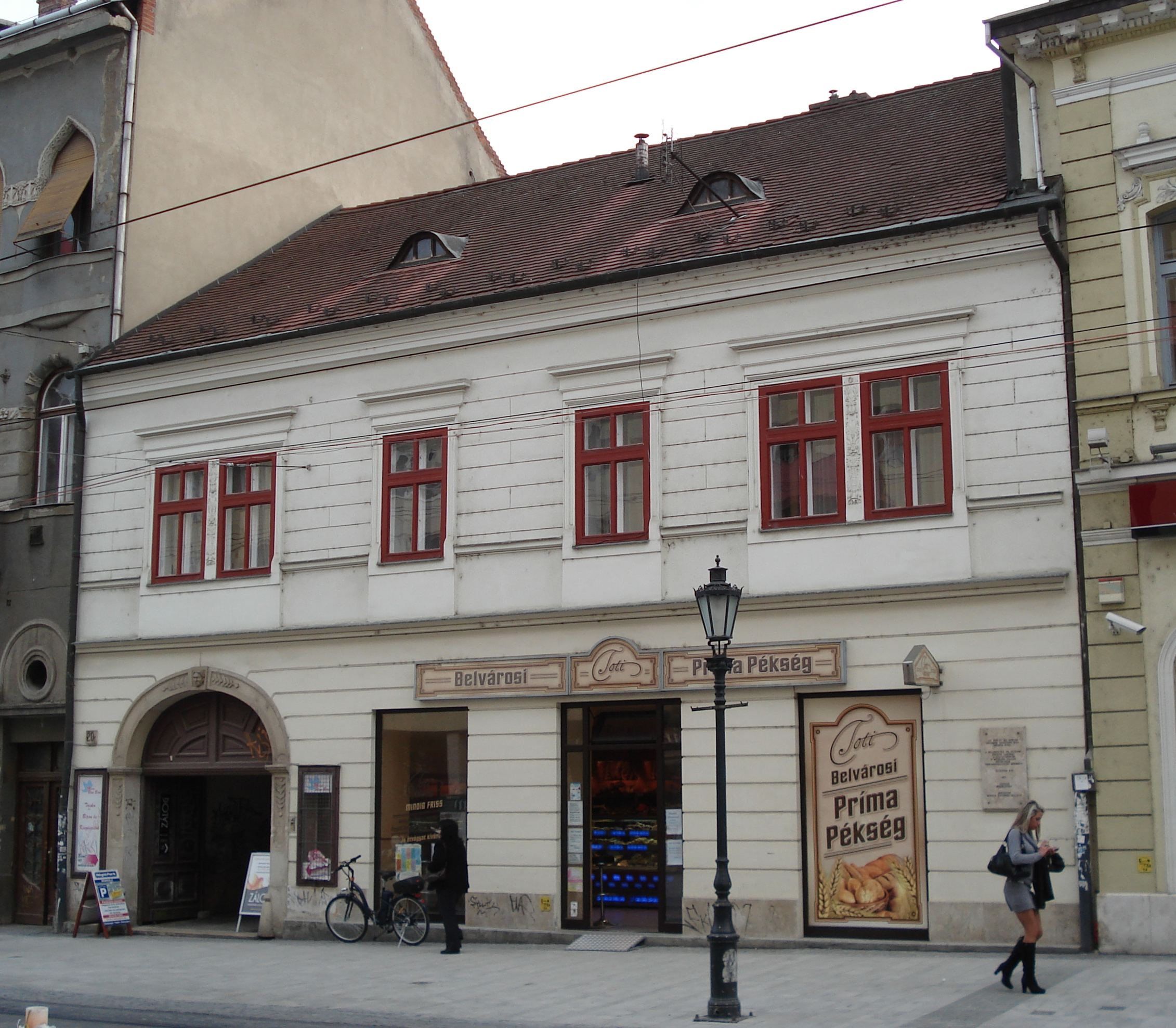
A ház megjelenése a főutcán
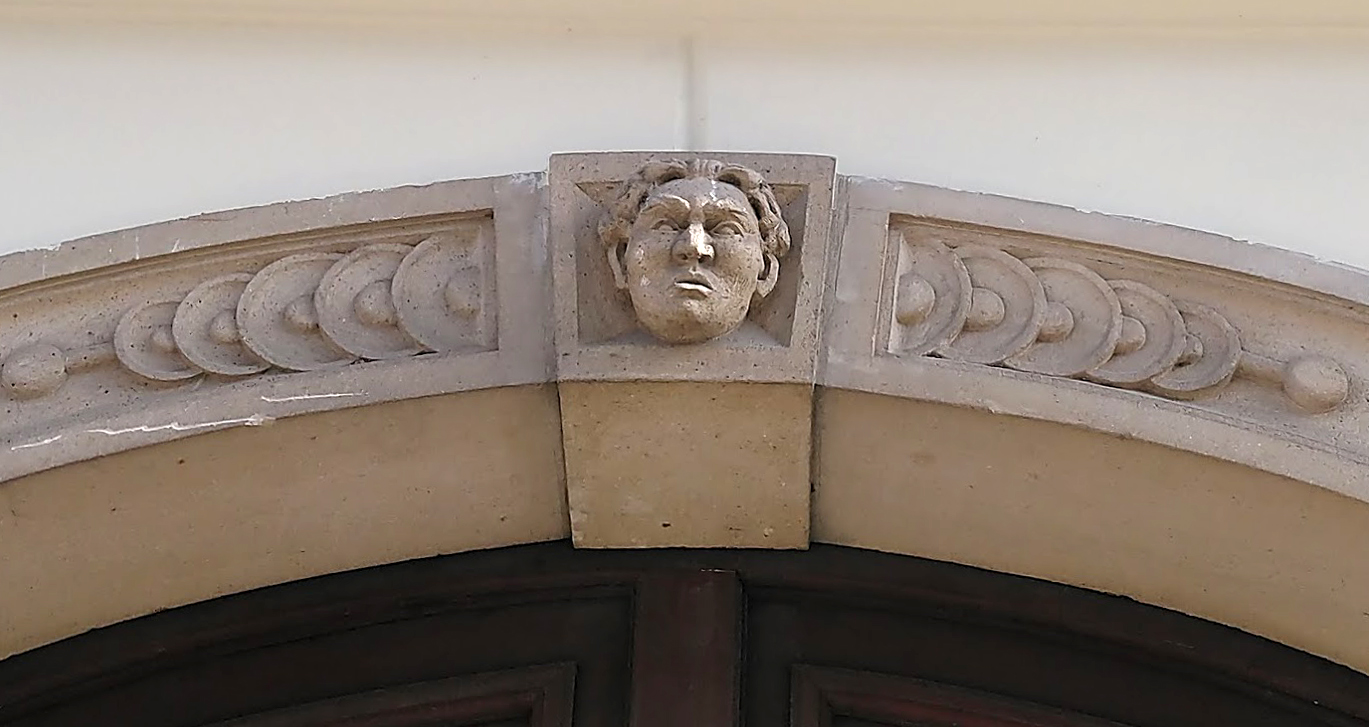
A kőkapu dísze
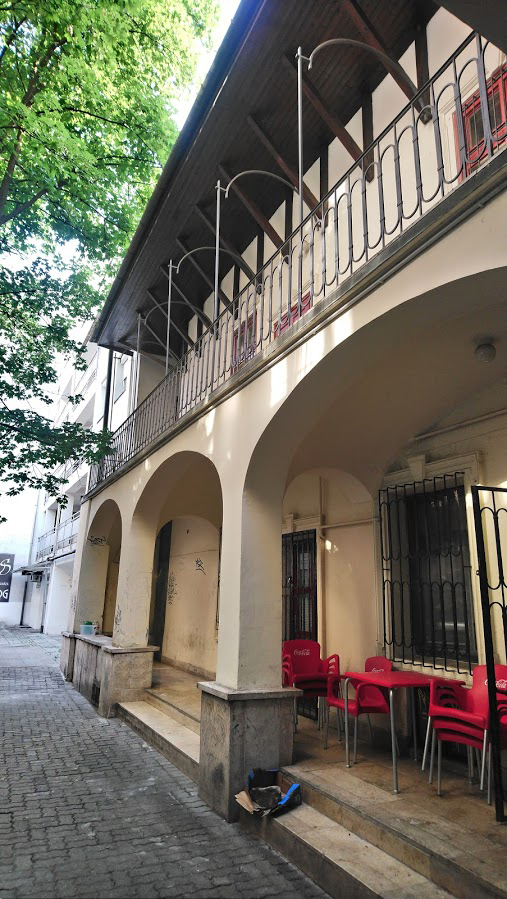
Az udvari oldalszárny
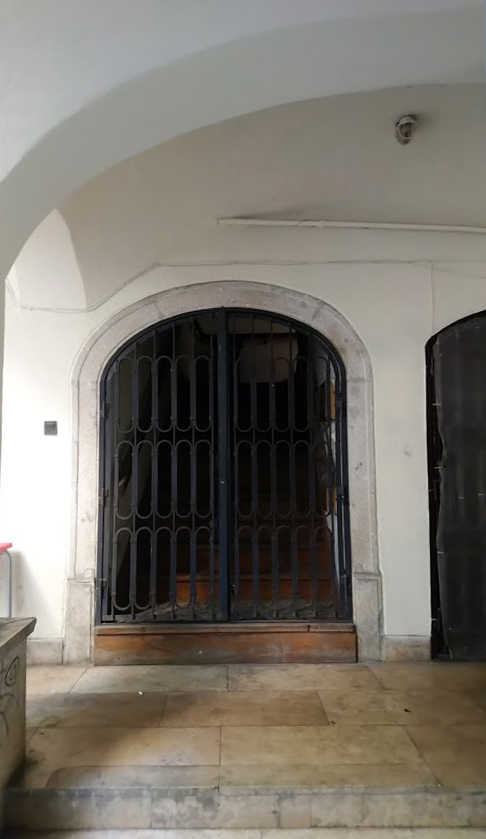
A lépcsőházi bejárat
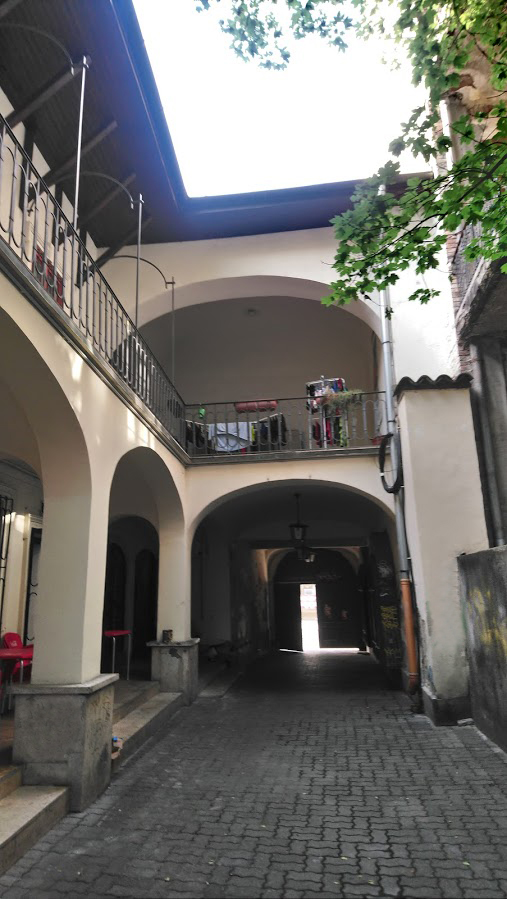
Udvari rész a kapualj irányában
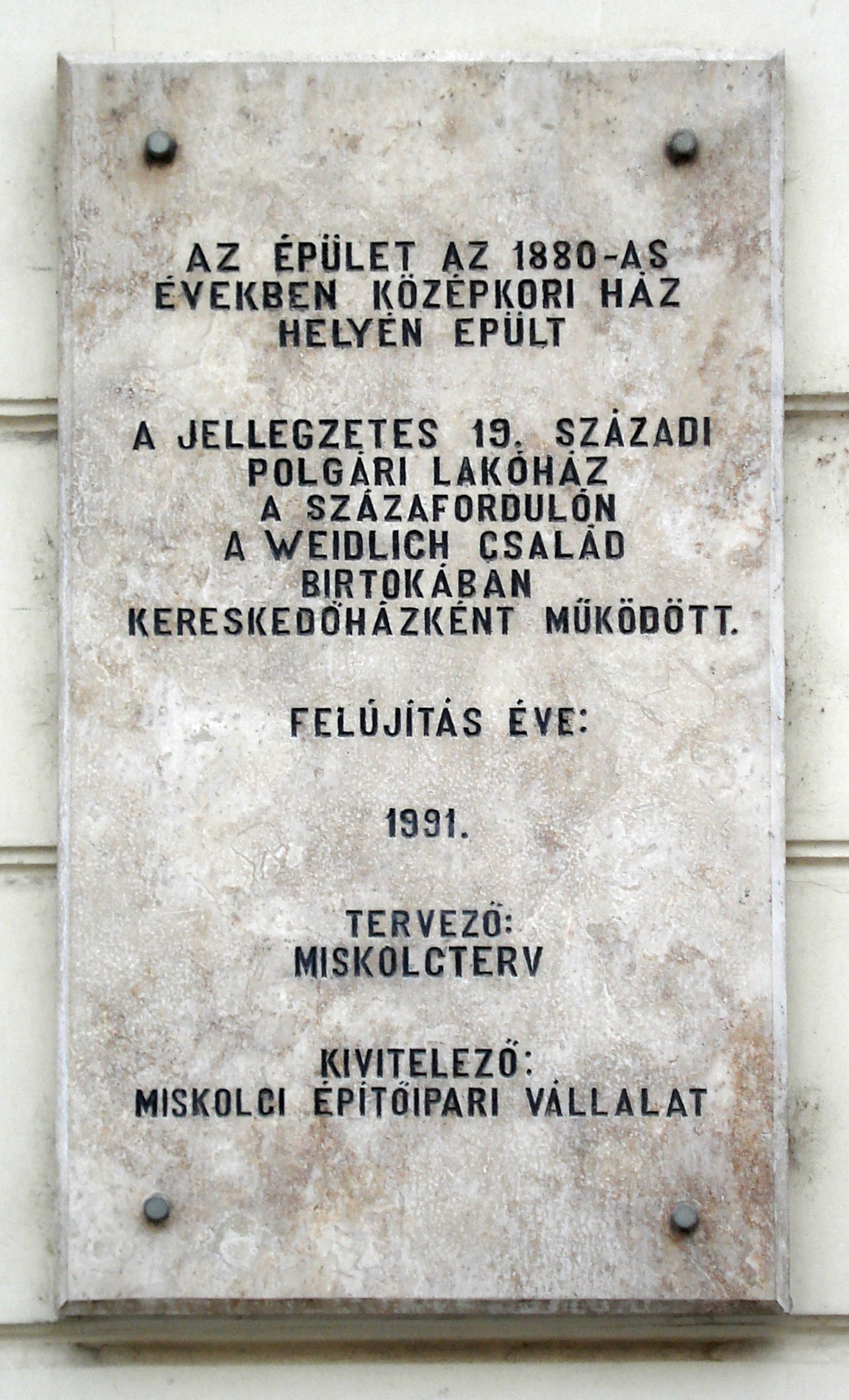
Tájékoztató tábla a ház homlokzatán